# Elettariopsis chayaniana
Elettariopsis chayaniana är en enhjärtbladig växtart som beskrevs av Yupparach. Elettariopsis chayaniana ingår i släktet Elettariopsis och familjen Zingiberaceae.
Artens utbredningsområde är Thailand. Inga underarter finns listade i Catalogue of Life.